# Các núi lửa của Kamchatka
Các núi lửa của Kamchatka là một nhóm núi lửa lớn nằm trên bán đảo Kamchatka, miền đông Liên bang Nga. Sông Kamchatka và các thung lũng trung tâm được bao quanh bởi vành đai núi lửa chứa khoảng 160 ngọn núi lửa, 29 ngọn núi trong số đó vẫn còn hoạt động. Bán đảo Kamchatka là nơi có mật độ cao núi lửa cũng như các hoạt động núi lửa. Trong số các núi lửa ở Kamchatka thì 19 ngọn núi lửa được UNESCO công nhận là Di sản thế giới.

## Địa lý
Trong số những ngọn núi lửa tại bán đảo thì Klyuchevskaya Sopka cao 4.750 m (15.584 ft), là ngọn núi lửa còn hoạt động lớn nhất ở Bắc bán cầu. Trong khi đó, Kronotsky được hai nhà nghiên cứu núi lửa nổi tiếng là Robert và Barbara Decker đánh giá là núi lửa có "hình nón hoàn hảo" và là một trong những ứng cử viên sáng giá cho vị trí núi lửa đẹp nhất thế giới. Ba ngọn núi lửa khá dễ tiếp cận và có thể dễ dàng nhìn thấy từ Petropavlovsk-Kamchatskiy là Koryaksky, Avachinsky, và Kozelsky. Ở trung tâm của bán đảo Kamchatka là Thung lũng của các mạch nước phun nổi tiếng trên thế giới.
Do rãnh Kuril-Kamchatka nên tâm chấn và sóng thần xảy ra khá phổ biến. Như là hai trận động đất mạnh xảy ra ở ngoài khơi bờ biển vào ngày 16 tháng 10 năm 1737 và 4 tháng 11 năm 1952 với cường độ lớn lần lượt là 9,3 và 8,2 độ richte. Hay là một chuỗi các trận động đất có cường độ yếu hơn được ghi nhận gần đây vào tháng 4 năm 2006.

## Danh sách núi lửa
- Dãy trung tâm

| Tên                       | Chiều cao (m) | Tọa độ                                    |
| ------------------------- | ------------- | ----------------------------------------- |
| Lettunup                  | 1340          | 58°24′B 161°05′Đ / 58,4°B 161,08°Đ        |
| Voyampolsky               | 1225          | 58°22′B 160°37′Đ / 58,37°B 160,62°Đ       |
| Severny                   | 1936          | 58°17′B 160°52′Đ / 58,28°B 160,87°Đ       |
| Snegovoy                  | 2169          | 58°12′B 160°58′Đ / 58,2°B 160,97°Đ        |
| Ostry                     | 2552          | 58°11′B 160°49′Đ / 58,18°B 160,82°Đ       |
| Spokoyny                  | 2171          | 58°08′B 160°49′Đ / 58,13°B 160,82°Đ       |
| Iktunup                   | 2300          | 58°05′B 160°46′Đ / 58,08°B 160,77°Đ       |
| Snezhny                   | 2169          | 58°01′B 160°45′Đ / 58,02°B 160,75°Đ       |
| Atlasova hoặc Nylgimelkin | 1764          | 57°58′B 160°39′Đ / 57,97°B 160,65°Đ       |
| Bely                      | 2080          | 57°53′B 160°32′Đ / 57,88°B 160,53°Đ       |
| Alngey                    | 1853          | 57°42′B 160°24′Đ / 57,7°B 160,4°Đ         |
| Uka                       | 1643          | 57°42′B 160°35′Đ / 57,7°B 160,58°Đ        |
| Yelovsky                  | 1381          | 57°32′B 160°32′Đ / 57,53°B 160,53°Đ       |
| Shishel                   | 2525          | 57°27′B 160°22′Đ / 57,45°B 160,37°Đ       |
| Mezhdusopochny            | 1641          | 57°28′B 160°15′Đ / 57,47°B 160,25°Đ       |
| Titila                    | 1559          | 57°24′B 160°06′Đ / 57,4°B 160,1°Đ         |
| Gorny Institute           | 2125          | 57°20′B 160°12′Đ / 57,33°B 160,2°Đ        |
| Tuzovsky                  | 1533          | 57°19′B 159°58′Đ / 57,32°B 159,97°Đ       |
| Leutongey                 | 1333          | 57°18′B 159°50′Đ / 57,3°B 159,83°Đ        |
| Sedankinsky               | 1241          | 57°14′B 160°05′Đ / 57,23°B 160,08°Đ       |
| Fedotych                  | 965           | 57°08′B 160°24′Đ / 57,13°B 160,4°Đ        |
| Kebeney                   | 1527          | 57°06′B 159°56′Đ / 57,1°B 159,93°Đ        |
| Kizimen                   | 2376          | 55°07′48″B 160°19′12″Đ / 55,13°B 160,32°Đ |

- Nhóm núi lửa Kluchevskaya

| Tên                 | Chiều cao (m) | Tọa độ                                      |
| ------------------- | ------------- | ------------------------------------------- |
| Shiveluch           | 3307          | 55°39′11″B 161°21′43″Đ / 55,653°B 161,362°Đ |
| Klyuchevskaya Sopka | 4750          | 55°03′22″B 160°38′38″Đ / 55,056°B 160,644°Đ |

- Nhóm núi lửa Avachinskaya

| Tên        | Chiều cao (m) | Tọa độ                                      |
| ---------- | ------------- | ------------------------------------------- |
| AAG        |               |                                             |
| Arik       |               |                                             |
| Koryaksky  | 3456          | 53°19′16″B 158°42′47″Đ / 53,321°B 158,713°Đ |
| Avachinsky | 2741          | 53°15′18″B 158°49′48″Đ / 53,255°B 158,83°Đ  |
| Kozelsky   |               |                                             |

- Các núi lửa khác

| Tên      | Chiều cao (m) | Tọa độ                                      |
| -------- | ------------- | ------------------------------------------- |
| Ksudach  | 1079          |                                             |
| Ilyinsky | 1578          |                                             |
| Kambalny | 2156          | 51°18′22″B 156°52′34″Đ / 51,306°B 156,876°Đ |
| Karymsky | 1536          |                                             |

## Di sản thế giới
Trong số các ngọn núi lửa tại Kamchatka, 19 ngọn núi lửa trong số đó đã được chỉ định là Di sản thế giới của UNESCO. Chúng mang hầu hết các đặc điểm núi lửa trên bán đảo Kamchatka. Sự tương tác của núi lửa đang hoạt động cùng với các sông băng tạo thành cảnh quan đa dạng đẹp tuyệt vời. Khu vực di sản chứa đựng sự đang dạng sinh học lớn của các loài bao gồm các loài Cá hồi (hồ Kurilski được thừa nhận là nơi sinh đẻ lớn nhất của cá hồi tại đại lục Á-Âu) và số lượng vượt trội của các loài rái cá biển, gấu nâu và đại bàng biển Steller (là loài đại bàng lớn nhất thế giới và 50% số lượng loài sinh sống tại Kamchatka).
Khu vực di sản gồm 19 ngọn núi lửa và các khu vực tự nhiên:
- Khu bảo tồn thiên nhiên nghiêm ngặt Kronotsky
- Khu bảo tồn động vật hoang dã Nam Kamchatka
- Công viên tự nhiên vùng Nalychevo
- Công viên tự nhiên vùng Bystrinsky
- Công viên tự nhiên vùng Nam Kamchatka
- Công viên tự nhiên vùng Kluchevskoy (mở rộng vào năm 2001)